# Jesse Pearson (acteur)
Bobby Wayne Pearson (Seminole (Oklahoma) , 18 augustus 1930 – Monroe (Louisiana), 5 december 1979), beter bekend als Jesse Pearson, was een Amerikaans zanger, acteur en regisseur. 
Hij verwierf de grootste bekendheid met de film Bye Bye Birdie, waarin hij een heupwiegend tieneridool genaamd Conrad Birdie speelde. Een jaar later was hij te zien in de film Advance to the Rear. Daarnaast speelde hij bijrollen in afleveringen van televisieseries als The Great Adventure en The Beverly Hillbillies.  Ook was hij actief als scriptschrijver en regisseur: hij schreef en regisseerde de films Pro-Ball Cheerleader en The Legend of Lady Blue. Hiernaast was hij de verteller op Rod McKuen's lp The Sea. Hij viel te herkennen aan zijn zuidelijke accent.
Pearson overleed in 1979 op 49-jarige leeftijd aan kanker.
- Library of Congress Control Number: no2005098772
- MusicBrainz: 911d8026-7313-4c54-9428-bed8c8549e53
- Virtual International Authority File: 73594876
- WorldCat: E39PBJtCGbjmPm4Ff9BfWkyWXd